# New Love (canção)
"New Love" é o single de estreia da cantora britânica Dua Lipa, gravada para seu álbum de estreia auto-intitulado (2017). Foi escrita por Lipa e pelos seus produtores Emile Haynie e Andrew Wyatt sobre a luta da cantora para encontrar o seu lugar na indústria musical. Foi lançada através da Dua Lipa Limited para download digital e streaming em 21 de agosto de 2015, como o primeiro single do álbum. A canção é uma balada synth-pop com neo soul e elementos de R&B, bem como uma batida tribal de tambor em toda a sua extensão.
A fotógrafa Nicole Nodland dirigiu o videoclipe que é uma montagem de imagens filtradas de Lipa em Los Angeles fazendo atividades que ela gosta. A canção foi apresentada durante três das turnês da cantora, sendo a mais recente a Self-Titled Tour em 2017 e 2018.

## Antecedentes e composição
Dua Lipa co-escreveu "New Love" com Emile Haynie e Andrew Wyatt. Na época, Lipa realizou muitas sessões de composição que não deram certo tentando recriar sua faixa "Hotter than Hell" e foi só depois que isso aconteceu que ela escreveu "New Love". Ela escreveu a canção sobre estar indecisa em seu som e mensagem em uma indústria da música que "muitas vezes parece não querer nem precisar de você". De acordo com Lipa, a faixa é sobre "enfrentar o medo de perder a única coisa que importa para você". Tanto Haynie quanto Wyatt cuidaram da produção. A canção foi escrita em Nova Iorque e os vocais foram gravados no TaP Studio / Strongroom 7 em Londres. A mixagem foi feita por Manny Marroquin no Larrabee North Studios em Universal City, Califórnia, enquanto foi masterizado no Metropolis Studios de Londres por John Davis.
Musicalmente, "New Love" é uma balada synth-pop com elementos de neo soul e R&B. A canção dura 4 minutos e 31 segundos e tem uma estrutura de verso, refrão, ponte, refrão, verso, refrão, ponte, refrão, meio oito, ponte, refrão. É composta no tempo 4
4 e no tom de lá bemol maior, com 90 batidas por minuto. Os versos têm uma progressão de acordes D♭maj7–E♭, enquanto o refrão segue uma sequência A♭maj7–D♭maj7–B♭m–E♭. A canção tem uma batida de tambor tribal e o vocal profundo e garganta cheia de Lipa é esticado na produção para ecoar sutilmente. Os versos constroem um clímax antes de cortar para um refrão mais simples. A cantora cascateia em torno do título de duas palavras da faixa e usa melisma no refrão. Seu alcance vocal abrange de E♭3 a C5.

## Lançamento e promoção
"New Love" estreou online pela revista The Fader de Nova Iorque em 20 de agosto de 2015. Foi lançada no dia seguinte para download digital e streaming pela gravadora independente da cantora, Dua Lipa Limited, como seu single de estreia. Relembrando sua decisão de lançar o single, Lipa disse: "Quando mostrei 'New Love' para as pessoas, elas diziam: 'Oh, eu não esperava isso'. Eu amei essa reação, então aceitei". Remixes de Jarreau Vandal e Para One foram lançados em 29 de janeiro de 2016.
"New Love" foi incluída pela primeira vez no extended play (EP) exclusivo da Alemanha, Áustria e Suíça para o single "Be the One" de Lipa, como a segunda faixa, lançado em 19 de fevereiro de 2016. Uma versão curta e ao vivo da canção foi lançada como a segunda faixa do EP Spotify Sessions lançado por Lipa em 8 de julho de 2016. Ela também está incluída no EP em vinil exclusivo de Lipa da Urban Outfitters, The Only, lançado em 21 de abril de 2017, servindo como a quinta e última faixa. "New Love" serve como o primeiro single do álbum de estúdio de estreia auto-intitulado de Lipa, lançado como a décima quinta faixa da edição deluxe em 2 de junho de 2017. Ela foi originalmente destinada a ser colocada como a sétima faixa na edição padrão do álbum, e aparece nessa posição na versão alemã, austríaca e suíça do álbum.
Lipa fez sua primeira apresentação ao vivo de "New Love" no Eurosonic Noorderslag na Holanda em 13 de janeiro de 2016. Foi incluída na set list da turnê de Lipa no Reino Unido em 2016 e na turnê Hotter than Hell, acompanhada por dois tecladistas e um baterista. Ela também apresentou a faixa no Lollapalooza em 30 de julho de 2016, seu show na Praça da Madre Teresa na Albânia em 10 de agosto de 2016 e no SWR3 New Pop Festival na Alemanha em 16 de setembro de 2016. Durante a The Self-Titled Tour em 2017 e 2018, Lipa cantou a canção apoiada apenas por um guitarrista.

## Recepção da crítica
Em contraste com seus singles posteriores, "New Love" recebeu atenção limitada. The 405 o chamou de "um candidato à estreia mais forte de 2015". Courtney Buck, uma revisora da publicação, achou a produção "estranhamente assombrosa", mas citou os vocais de Lipa como "a estrela do show". Jocasta Jones, do The Independent on Sunday, chamou os vocais de Lipa de "lindos". Para The Fader, Lindsey Weber viu "New Love" como "surpreendentemente pesada" e chamou a letra de "ressentida, nostálgica e sempre pronta para uma mudança". Ela passou a elogiar a voz "gutural e madura" de Lipa, comparando-a com a de Joss Stone e Lady Gaga. Em abril de 2020, Christopher Rosa, da Glamour, classificou "New Love" como a sétima pior faixa de Lipa, criticando sua falta de longevidade.

## Videoclipe

### Produção e lançamento
O videoclipe de "New Love" foi dirigido pela fotógrafa Nicole Nodland, que também fotografou a capa do single. Foi editado por Jackson Ducasse e filmado em formato Super-8. O vídeo foi filmado em um dia em Los Angeles. Depois que Lipa expressou decepção com a gravação do videoclipe de uma faixa diferente, Nodland sugeriu dirigir o clipe de "New Love" durante um jantar com a cantora. Como o vídeo era uma produção de baixo orçamento, Lipa escreveu seu próprio tratamento para ele. Seu estilo foi inspirado na moda dos anos 1990 e roupas vintage. Segundo a cantora, o conceito envolvia atividades que ela gosta de fazer e faz alusão a "uma vida nos dias de Dua Lipa".
Algumas cenas foram inteiramente improvisadas enquanto Nodland e Lipa dirigiam por Los Angeles. Entre eles estavam o escorregador inflável na Melrose Avenue que Lipa deslizou antes de ser cobrada para usá-lo, e os homens de terno branco que foram espontaneamente convidados a dançar depois que Lipa os viu tirando fotos em Hollywood Hills. O visual encurta a duração da canção para 3 minutos e 59 segundos. O videoclipe estreou ao lado da canção em 20 de agosto de 2015 no site da The Fader. Foi lançado no YouTube no dia seguinte.

### Sinopse e recepção

Uma cena do videoclipe em formato de Super-8 que faz uso intenso de filtros de cores e efeitos no estilo da arte psicodélica.

O videoclipe usa muitos filtros de cores e efeitos no estilo da arte psicodélica. A velocidade do vídeo se adapta ao ritmo da canção com sequências em câmera lenta tocando durante o refrão. Lipa é mostrada vagando despreocupada por uma rua e comendo doces que deixam sua boca azul. Na Tattoo Mania em Los Angeles, os desenhos de Keith Haring são tatuados nos polegares de Lipa como uma homenagem à cidade de Nova Iorque, seu "lugar favorito no mundo depois de Londres". Em outra cena, Lipa acende um cigarro em uma vela de um bolo de aniversário e bebe uma jarra de leite enquanto faz compras em um supermercado em um quimono de seda. Durante outros segmentos, ela é mostrada pedalando em uma bicicleta com um vestido vermelho, soprando bolhas entre dois homens, passeando com balões de coração e girando com estrelinhas.
Escrevendo para a DIY, Jamie Milton disse que o vídeo "parecia uma celebração no pop colorido e dinâmico". Eoin Butler, do The Irish Times, descreveu-o como "como O Grande Lebowski, apenas um pouco mais sexy".

## Faixas e formatos
| Download digital / streaming |            |         |  |
| N.º                          | Título     | Duração |  |
| 1.                           | "New Love" | 4:31    |  |

| Download digital / streaming |                                   |         |  |
| N.º                          | Título                            | Duração |  |
| 1.                           | "New Love" (Jarreau Vandal remix) | 4:01    |  |
| 2.                           | "New Love" (Para One remix)       | 4:28    |  |

## Créditos
Todo o processo de elaboração de "New Love" atribui os seguintes créditos:
- Dua Lipa: vocais, composição
- Emile Haynie: composição, produção
- Andrew Wyatt: composição, produção
- Manny Marroquin: mixagem
- Chris Galland: assistência de mixagem
- Ike Schultz: assistência de mixagem
- John Davis: masterização

## Histórico de lançamento
| Região | Data                  | Formato(s)                 | Versão   | Gravadora        | Ref.   |
| ------ | --------------------- | -------------------------- | -------- | ---------------- | ------ |
| Várias | 21 de agosto de 2015  | Download digital streaming | Original | Dua Lipa Limited | [ 9 ]  |
| Várias | 29 de janeiro de 2016 | Download digital streaming | Remixes  | Dua Lipa Limited | [ 18 ] |